# Mambilimafallen
Mambilimafallen är en fors i Luapulafloden på gränsen mellan Kongo-Kinshasa och Zambia. Fallhöjden är 8 m över en sträcka på 5 km.